# Shamosuchus
Shamosuchus es un género extinto de crocodilomorfo neosuquio que vivió durante el período Cretácico Superior (Santoniense-Maastrichtiense) en lo que ahora es el desierto de Gobi de Mongolia, hace aproximadamente 85 a 66 millones de años. Sus dientes estaban adaptados a aplastar bivalvos, gastrópodos y otros animales con concha o exoesqueleto. Este género fue nombrado en 1924 por Charles C. Mook.

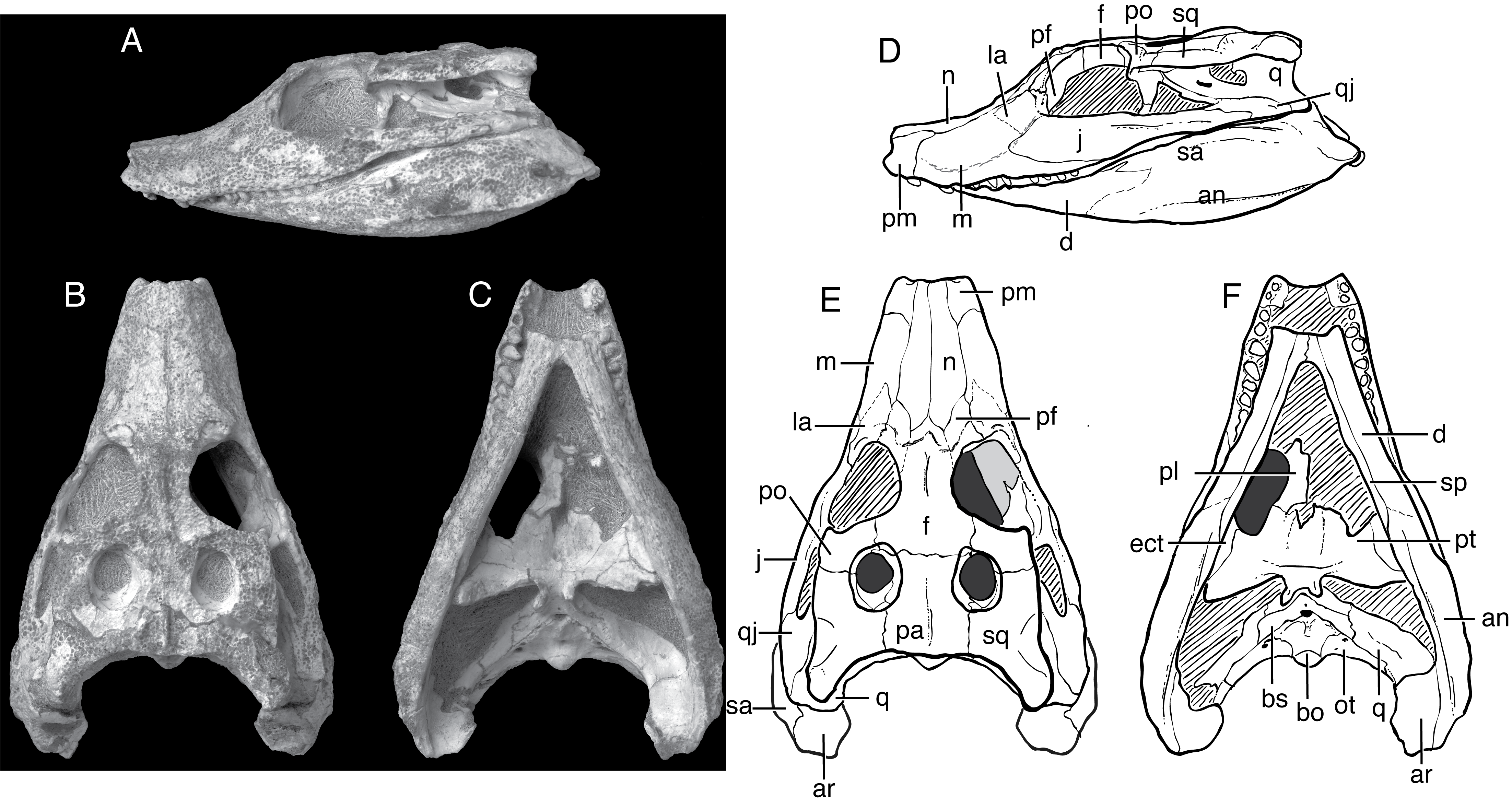
Cráneo y diagrama.

La mayor parte de la información de este género proviene de su especie tipo S. djadochtaensis, que incluye un cráneo bien preservado. Los ojos y las aberturas nasales no se situaban sobre el cráneo como en los crocodilianos modernos, de modo que el animal tendría que elevar su cabeza completamente del agua para respirar. Ya que la anatomía craneal no encaja con la de un depredador de emboscada, da sustento a la idea de una dieta basada en invertebrados acuáticos.
El género Paralligator, nombrado en 1954, fue sinonimizado con Shamosuchus por varios autores "P". sungaricus es conocido de depósitos del Cretácico Inferior de la Formación Nenjiang en la provincia de Jilin, China. Sin embargo, los recientes análisis cladísticos de la familia Paralligatoridae encontraron que Paralligator es diferente de Shamosuchus.